# 三浦仙三郎
三浦 仙三郎（みうら せんざぶろう、1847年3月8日〈弘化4年1月22日〉 - 1908年〈明治41年〉8月15日）は、日本の酒造家。1887年（明治20年）創案した軟水による酒醸造法「三浦式醸造法」は、天下の名酒広島酒発展の基礎を築いた。「吟醸酒の父」ともいわれる。また酒造りの傍ら、村会議員、三津町長および町会議員としても活躍した。

## 経歴
1847年（弘化4年）雑貨問屋を営む清水屋忠兵衛の長男として広島県賀茂郡三津村（現東広島市安芸津町三津）に生まれる。雑貨問屋を営んでいたが家督を弟に譲り、1876年（明治9年）酒造場を譲り受け酒造業を始め、1878年（明治11年）創業した。1898年（明治31年）、軟水に適した改良醸造法を考案し、同年「改醸法実践録」を発刊してその普及をはかった。　

### 広島の酒造業の発展
1876年（明治9年）当時30歳だった仙三郎は、瀬戸内海に面した三津（現在の東広島市安芸津）で酒造業を始める。しかし、4年間酒は腐造になるなど、多大な損失を出す。1892年（明治25年）頃、仙三郎は、原因が水質にあることを知る。それは、広島の水は酵母の栄養となるミネラルの少ない軟水であるというものであった。その後、温度や湿度を管理するなど合理的に実験を重ねて、明治31年（1898年）に軟水による改良醸造法を完成させた。この醸造法には2つの大きな特徴があった。ひとつは麹が米の内部まで行き渡るよう麹をしっかり育てるというもの、もうひとつは醪を低温でゆっくりと発酵させるといったものである。
仙三郎は改良醸造法を文書にまとめて広く公開し杜氏の養成に力を尽くした。仙三郎の技術は後の吟醸酒誕生にも多大な影響を与えた。当時抜群のブランドを誇った兵庫の灘酒に負けぬ酒を造ろうと、広島の蔵元たちが酒づくりの改良に意欲的に取り組んでいたが、この醸造法は全国的な好評を博し1907年（明治40年）に開かれた全国清酒品評会では広島の酒が上位を占めた。また1911年（明治44年）に始まった全国新酒鑑評会など、鑑評会や品評会で広島酒が上位入賞したことで、非常なニュース性をもって全国に知れ渡り、これを契機に各地で精力的な酒造りが始まった。今日では、広島、特に西条は灘・伏見と並び、日本の三大銘醸地と称されている。
日本のウイスキーの父といわれる竹鶴政孝の父親・竹鶴敬次郎は、三浦とともに広島で酒づくりの改良に取り組んだ蔵元たちのメンバーの一人だった。